# 加德纳 (蒙大拿州)

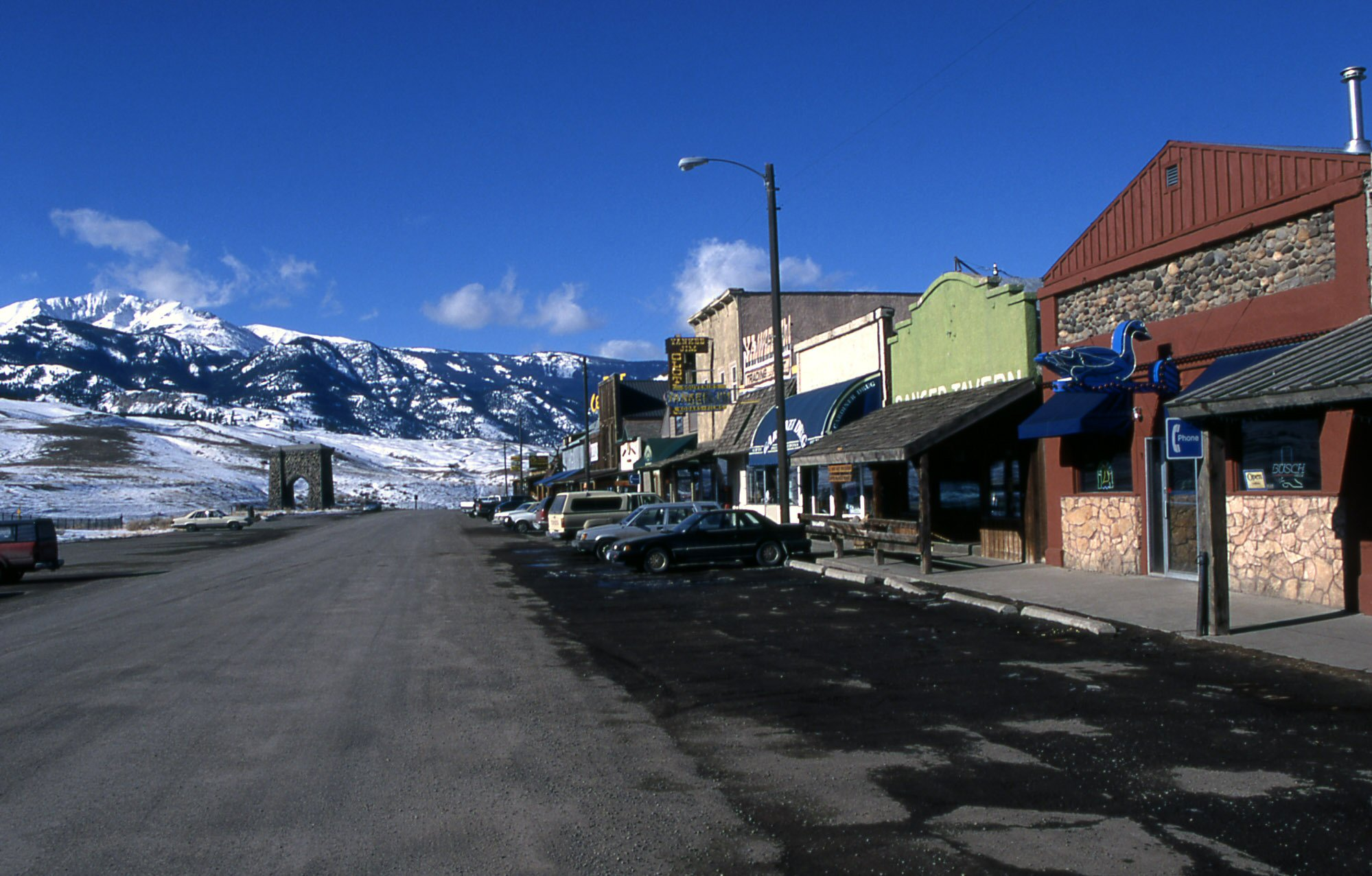

加德納（英語：Gardiner）是美國蒙大拿州帕克郡的一個非建制社區，北緯45度線經過加德納。根據2020年美國人口普查的統計數據顯示，該社區及附近地區人口為833人。
加德納創建於1880年，之後一直是黃石國家公園的主要入口。黃石國家公園遺產和研究中心設置於加德納，於2005年5月18日開放，裡頭收藏了美國國家公園管理局檔案和黃石博物館藏品，以及一間圖書館。
本區為2022年蒙大拿州洪水的影響區。